# Jacob's Football Club
Dernière mise à jour : 15 décembre 2009.
Jacob’s Football Club est un club de football irlandais basé à Dublin. Le club fait partie des clubs fondateurs du championnat d'Irlande de football en 1921. Il participe au championnat de 1921 à 1932 date à laquelle il quitte la compétition en même temps que le Brideville FC.
Jacob’s est le club d’une grande usine de biscuits situé dans le sud de Dublin. Il joue ses matchs sur le terrain de Rutland Avenue.
Pendant ses onze années de participation au championnat, Jacob’s n’a décroché aucun titre. Son meilleur classement est une troisième place en 1923-1924.
Le seul titre national du club est une Coupe d’Irlande Intermédiaire, une compétition ouverte aux clubs non présents en championnat d’Irlande et aux équipes juniors, remportée en 1950 au détriment de l’équipe réserve du St. Patrick's Athletic FC.

## Bilan saison par saison
| Saison  | Position       |
| ------- | -------------- |
| 1921-22 | 5e             |
| 1922-23 | 7e             |
| 1923-24 | 3e             |
| 1924-25 | 5e             |
| 1925-26 | 5e             |
| 1926-27 | 7e             |
| 1927-28 | 8e             |
| 1928-29 | 9e             |
| 1929-30 | 10e et dernier |
| 1930-31 | 12e et dernier |
| 1931-32 | 12e et dernier |

## Palmarès
- Coupe d'Irlande Intermédiaire
  - Vainqueur en 1950

### Records
- Plus grande victoire en championnat :  8-0 contre Midland Athletic, 17 février 1923.
- Plus grande défaite en championnat :  1-9 contre Shelbourne FC, 19 octobre 1929.

### Buteurs
- Meilleur buteur du club sur une saison : Paddy Smith (1922-1923) 13 buts.
- Meilleur buteur du club : Paddy Smith (1921-23 puis 1924-29) 55 buts.